# Дяченко Ганна Петрівна
Дяченко Ганна Петрівна (нар. 11 листопада 1947, Долиняни, Мурованокуриловецький район, Вінницька область, Українська СРР) — українська поетеса. Відмінник освіти України, лауреат знаку Антона Семеновича Макаренка. Голова методичного об'єднання філологів навчальних педагогічних закладів І-ІІ рівня акредитації Західного регіону України.
Викладач української мови та літератури Барського гуманітарно-педагогічного коледжу імені Михайла Грушевського.
Впродовж 30-ти років — керівник літературної студії «Обрій».
Лауреат премії імені Миколи Комісарчука 2010 року у номінації «Кращий викладач».

## Біографія
Народилася у подільському селі Долиняни, що у Мурованокуриловецькому районі. Село знаменне тим, що обіч його полів знаходиться відома та єдина в країні долина жовтих ірисів.
У сім'ї Дяченків було четверо дітей — Ганна і ще три сестри.

## Роки навчання
Навчання Ганни Петрівни розпочалось у Долинянській школі, там вона була відмінницею та захоплювалася літературою. На шкільній сцені часто дикламувала вірші. З 8 класу почала вести свій потаємний щоденник. Після закінчення Долинянської неповної середньої школи продовжила навчатись в Снітківській середній школі.
В школі була секретарем комсомольської організації. Постійно брала участь у художній самодіяльності, олімпіадах, читала, особливо чудово декламувала. Директор школи Давидюк Олександр Андрійович радив Ганні після школи вступати до театрального та здобувати освіту актора, але для неї сільської дитини це здавалося чимось недосяжним. Кумирами для Ганни були вчителі, тому вирішила здобувати педагогічну освіту. Розпочала підготовку до вступу в Чернівецький державний університет, який був одним із шести університетів в Україні.
Отримавши атестат про середню освіту у 1965 році вступила на філологічний факультет Чернівецького державного університету, що на Буковині, де навчалась 5 років.
Навчання в Чернівецькому державному університеті проходило з 1965 по 1970 роки. Система викладу матеріалу категорично відрізнялася від шкільної і це приносило чимало труднощів. Але Ганну дуже захоплювала робота в бібліотеці. Студентські роки були наповнені класикою: дружба, кохання, різноманітні захоплення… Ганна Петрівна особливо згадує власні роки студентства, які припали на розквіт творчості Софії Ротару, яка навчалася в тому ж університеті, і з трепетом в серці згадує її концерти.

## Родина
З майбутнім чоловіком — Валентином Дяченком, Ганна Дяченко почала зустрічатися ще в 10 класі, а одружилась з ним коли уже навчалась на 5 курсі університету. Валентин навчався в Києві, тому було так, що з Чернівців літала до нього літаком. Згодом народила сина Юрія та доньку Наталю.

## Педагогічна діяльність
Після закінчення університету Дяченко Ганна влаштувалася вчителем у Комаровецьку середню школу Барського району. Робота надихала настільки, що вона декламувала напам'ять фактично всього Шевченка.
У 1971 році перейшла працювати в Барську середню школу-інтернат. Вісім років роботи в цьому закладі стали визначальним етапом становлення як педагога. Тут викладала українську літературу . Крім викладання в школі-інтернат доводилося бути вихователем, мамою і порадницею.
Згодом Дяченко Г. П. прийняла пропозицію стати завідувачкою дитячого садочка « Дзвіночок».
Після відкриття у 1984 році Барського педагогічного училища перейшла на посаду викладача даного закладу. Про що Дяченко написала так: « Тут вдруге народилося життя, забилось серце юно й неприступно, злилось в єдиний ритм сердець биття, мого і їх, учителів майбутніх…».
І саме тут, вважає Ганна Петрівна до неї прийшла муза. З першого року роботи вона заснувала літературну студію «Обрій». Найкращі твори друкувались в районній газеті, а після вони збирались і зараз знаходяться в музеї коледжу.
В 1997 році, за сприяння директора закладу, була видана перша поетична збірка «Первоцвіт».
У ній містилися вірші Ганни Петрівни, студентські та Миколи Христофоровича Комісарчука.
Упродовж усієї роботи в коледжі була куратором, а з 2001 року була класним керівником ліцейних класів.

## Нагороди
Дяченко Г. П. була обрана делегатом на перший Всеукраїнський з'їзд працівників освіти України. Де була нагороджена медаллю та грамотою Верховної Ради України за великі заслуги перед українським народом. Також Ганна Петрівна є відмінник освіти України, лауреат знака Антона Семеновича Макаренка.

## Святкування ювілею
В День української писемності та мови, 09 листопада 2017 року в Барській районній бібліотеці відбувся творчий звіт Ганни Дяченко. Захід був приурочений ювілею поетеси і мав назву «Я словом дорожу».

## Книжкові видання
На кінець 2017 року Дяченко Г. П. має 9 видань і планує перевидати ще одну збірку «AVE!».
Видано збірники та альманахи: «Первоцвіт», «Барвінкове перевесло», «Зорепади», «Яблунева пектораль».
Дяченко Г. «Я словом дорожу…»(поезія)\ Ганна Дяченко, ред. М. Х. Комісарчук, упоряд. П. Н. Савчук.- (Бар: Бар. пед.училище), 1997.-76с.